# Chotyniec
'Chotyniec [xɔˈtɨɲet͡s] (tiếng Ukraina: Хотинець, Khotynets ) là một ngôi làng thuộc khu hành chính của Gmina Radymno, thuộc Hạt Jarosław, thuộc Subcarpathian Voivodeship của miền đông nam Ba Lan, gần biên giới với Ukraine. Nó có vị trí khoảng 15 kilômét (9 mi) về phía đông của Radymno, 26 km (16 mi) về phía đông của Jarosław và 74 km (46 mi) về phía đông của thủ đô khu vực Rzeszów. Nó nằm trên con đường của kiến trúc gỗ.
Ngôi làng có số dân là 340 người. Trước chiến tranh thế giới thứ hai, dân số Chotyniec chủ yếu là người Ukraine. Sau Chiến dịch Vistula năm 1947, chỉ còn 740 cư dân. Sau năm 1956, một số gia đình Ukraine bắt đầu quay trở lại.

## Cerkiew(Nhà thờ gỗ) của Đức Thánh Mẫu
Nhà thờ Công giáo Hy Lạp Ucraina này, có lẽ được thành lập vào năm 1617, là một trong số ít các nhà thờ Công giáo Hy Lạp còn hoạt động ở Ba Lan vẫn còn sống sót sau Thế chiến II và các vụ trục xuất sau đó. Nhà thờ đã được cải tạo một vài lần (ví dụ vào năm 1733 và 1858), và đã đóng cửa từ năm 1925 cho đến năm 1947. Sau đó, nó trở thành một nhà thờ Công giáo La Mã cho đến một khoảng thời gian nào đó vào những năm 1980, khi nó bị bỏ hoang. Sau khi chế độ cộng sản Ba Lan sụp đổ, nó trở thành một nhà thờ Công giáo Hy Lạp Ucraina một lần nữa. Nó đã được khôi phục rộng rãi từ năm 1991 đến 1994, chủ yếu được trả bởi giáo dân địa phương.
Tòa nhà có sự độc đáo đặc biệt bởi vẻ ngoài hài hòa, chắc chắn. Bên trong, một biểu tượng hoàn chỉnh có thể được nhìn thấy, cũng như một bức tranh Baroque về sự phán xét cuối cùng từ năm 1735.
Năm 2013, Nhà thờ đã được ghi vào danh sách Di sản Thế giới của UNESCO. 

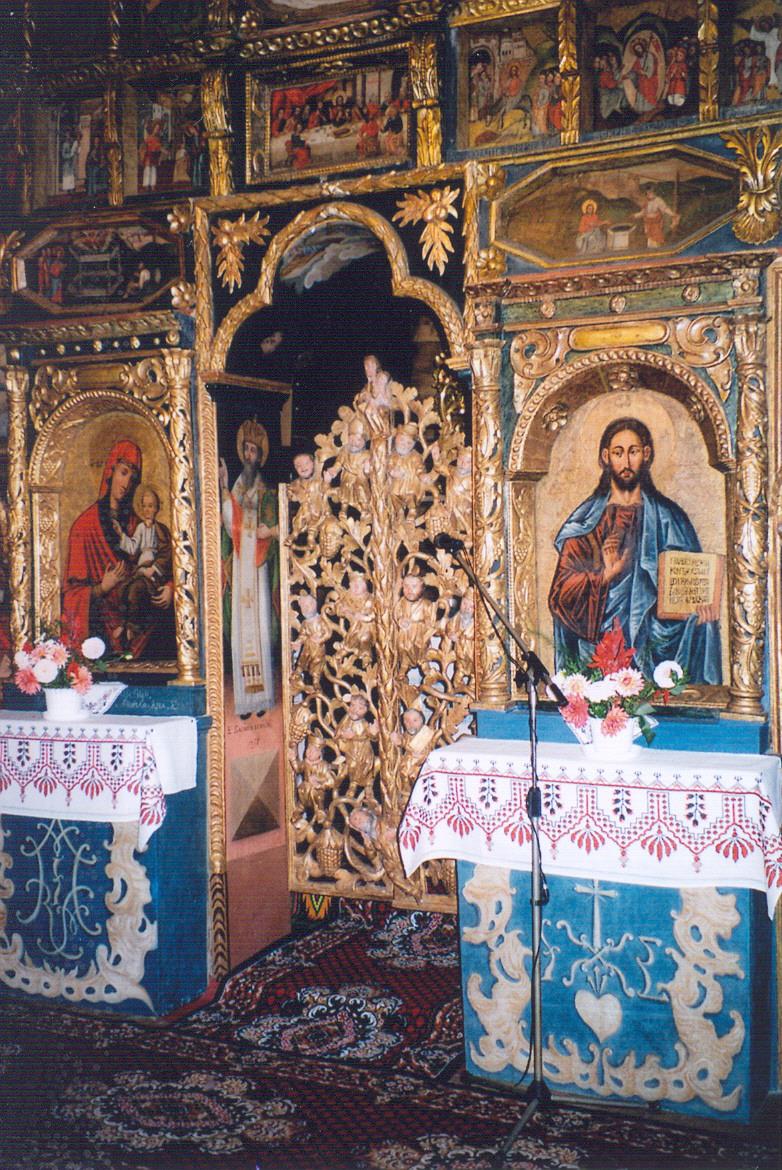
Những cánh cửa hoàng gia mạ vàng được chạm khắc để tượng trưng cho cây sự sống (nhà thờ gỗ cũ ở Chotyniec, Ba Lan).